# Yarba
Ne doit pas être confondu avec Yarba-Lampiadi.
Yarba, également appelé Yarga, est un village du département et la commune rurale de Manni, situé dans la province de la Gnagna et la région de l’Est au Burkina Faso.

## Géographie

### Situation
Yarba est une localité agropastorale à centres d’habitations dispersés, située à 12 km au nord-est de Bourgou ainsi qu’à 15 km à l’est de Manni, le chef-lieu du département.

### Démographie
- En 2003, le village comptait 1 103 habitants estimés[3].
- En 2006, le village comptait 1 259 habitants recensés[1].

## Transport
Le village est accessible à l’est de la route nationale 18.

## Santé et éducation
Le centre de soins le plus proche de Yarba est le centre de santé et de promotion sociale (CSPS) de Koulfo.